# Эксперимент Стернберга
Эксперимент Сте́рнберга — классический эксперимент, проведенный в 1966 году психологом Солом Стернбергом, позволивший сделать вывод о том, что информация извлекается из кратковременной памяти путём последовательного исчерпывающего сканирования. Оригинальные и модифицированные схемы теста (Sternberg item recognition paradigm, SIRP), описанного в статье «High-Speed Scanning in Human Memory» и являющегося частью эмпирического базиса этой теории, используются для изучения особенностей кратковременной и рабочей памяти.

## Стратегии поиска в кратковременной памяти

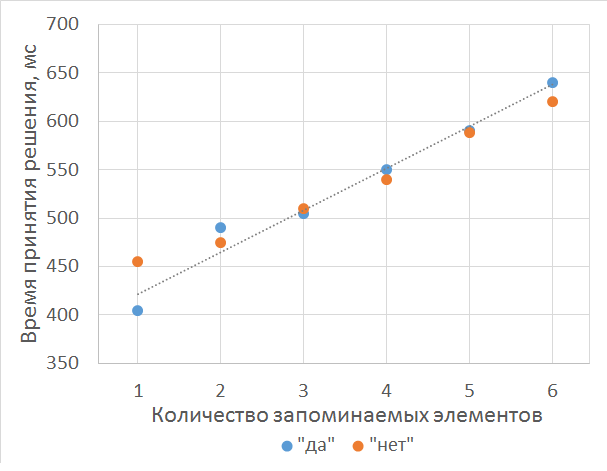
Зависимость скорости принятия решения от количества элементов в кратковременной памяти

Целью исследования было определить механизмы, определяющие специфику обработки информации в кратковременной памяти. Стернберг хотел узнать, происходит ли «сканирование» кратковременной памяти параллельно, как в сенсорном регистре, или последовательно. Для этого были собраны данные о скорости сравнения запомненной последовательности от одной до шести цифр с еще одной цифрой и принятии решения о том, присутствовала ли она в запоминаемом наборе. Если бы испытуемые использовали стратегию параллельного сканирования, то есть воспринимали одновременно весь запомненный набор цифр, то скорость их ответа не различалась бы в зависимости от объема набора. Однако результаты эксперимента показали, что она прямо пропорционально зависит от количества цифр в наборе — то есть, на последовательную обработку каждого элемента уходит несколько миллисекунд, и чем их больше, тем больше нужно времени.
Доказав, что человек использует стратегию последовательного сканирования информации в кратковременной памяти, Стернберг также хотел выяснить, «перебирается» ли при этом вся информация, или поиск прекращается при нахождении искомого элемента. Понять это можно было бы, проанализировав различия в скорости положительных и отрицательных ответов. Ответ «нет» может быть дан только после сканирования всего набора чисел, а наличие или отсутствие разницы в скорости принятия решения дать ответ «да» может доказать или опровергнуть гипотезу о том, что сканирование является самопрекращающимся. Экспериментальные данные показали, что испытуемые дают положительные и отрицательные ответы с одинаковой скоростью, что подтвердило гипотезу о полном сканировании информации в кратковременной памяти.

## Процедура проведения теста
Оригинальный тест состоял из 24 тренировочных и 144 тестовых проб. В каждой испытуемым предъявлялся случайный набор цифр (в последующих экспериментах использовались также буквы, слова, звуки или изображения человеческих лиц), который требовалось запомнить. Длина набора варьировалась от одной до шести цифр, каждая из которых предъявлялась отдельно в течение 1,2 секунды. После этого следовала пауза длиной в 2 секунды, а за ней контрольная цифра. Испытуемые должны были потянуть один из двух рычагов в качестве ответа «Да, это одна из запомненных цифр» или «Нет, это новая цифра» (требовавшиеся с одинаковой вероятностью), после чего контрольный стимул исчезал, а загоравшаяся лампочка давала обратную связь о правильности ответа. В конце испытуемых также просили произнести запомненную последовательность.
Подробный сценарий каждой тестовой пробы:
1. предупреждающий сигнал
2. запоминаемый стимул-образец
3. отсрочка
4. предупреждающий сигнал
5. контрольный стимул
6. ответ испытуемого
7. обратная связь о правильности выполнения задания
8. просьба к испытуемому вспомнить стимул-образец, после чего начинается следующая проба